# Pachyneuron eros
Pachyneuron eros är en stekelart som beskrevs av Girault 1917. Pachyneuron eros ingår i släktet Pachyneuron och familjen puppglanssteklar. Inga underarter finns listade i Catalogue of Life.